# 南庄事件
南庄事件，是一起明治三十五年（1902年）發生於新竹廳南庄支廳南庄區南庄的抗日事件。

## 過程

### 衝突

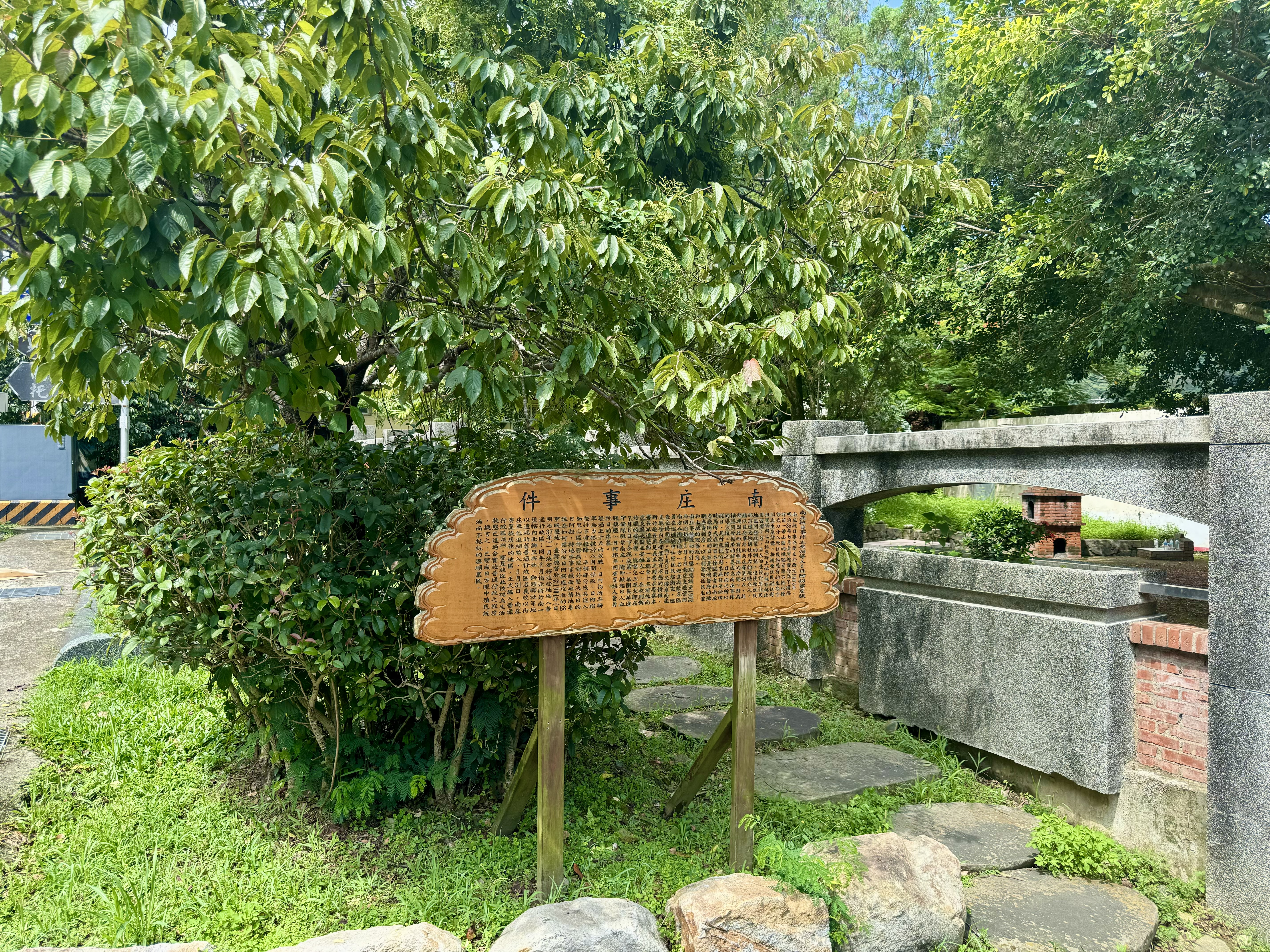
南庄事件解說牌與南庄國中萬善爺義塚

明治三十一年（1898年），在臺日本人開始在南庄開辦樟腦製造產業，並隨即擴張至日阿拐等人勢力範圍。
明治三十三年（1900年）起，臺灣總督府開始實行樟腦專賣制；當局因此在南庄地區以「民木」名義特許日阿拐、絲大尾、張有淮三位原住民族頭目製造樟腦，但在土地使用權及所有權政策上引起當地先在光緒年間取得開墾許可證的族人感到不滿。此外，日本人也在當地生活領域從事官有林地開墾，並經常由此引發衝突。
當時，日阿拐的土地上長有大片樟樹林，在臺日本人板本格、中島興吉、關常吉等因而向他承租土地經營樟腦煉製產業，並與他約定每月繳納租金五百元；然而，雙方隨後因對於契約的認知歧異產生衝突。當時，日阿拐認為他所租予的是樟腦製造權，板本格等則認為承租內容包含土地開墾權。隨後，樟腦價格跌落、板本氏等積欠山工銀（即他們應繳與日阿拐的租費）、蕃地國有政策的實行、原住民族只能擁有地上權而沒有土地所有權的政策的推行、山工銀性質的轉變等，都促成了衝突的爆發。

### 爆發

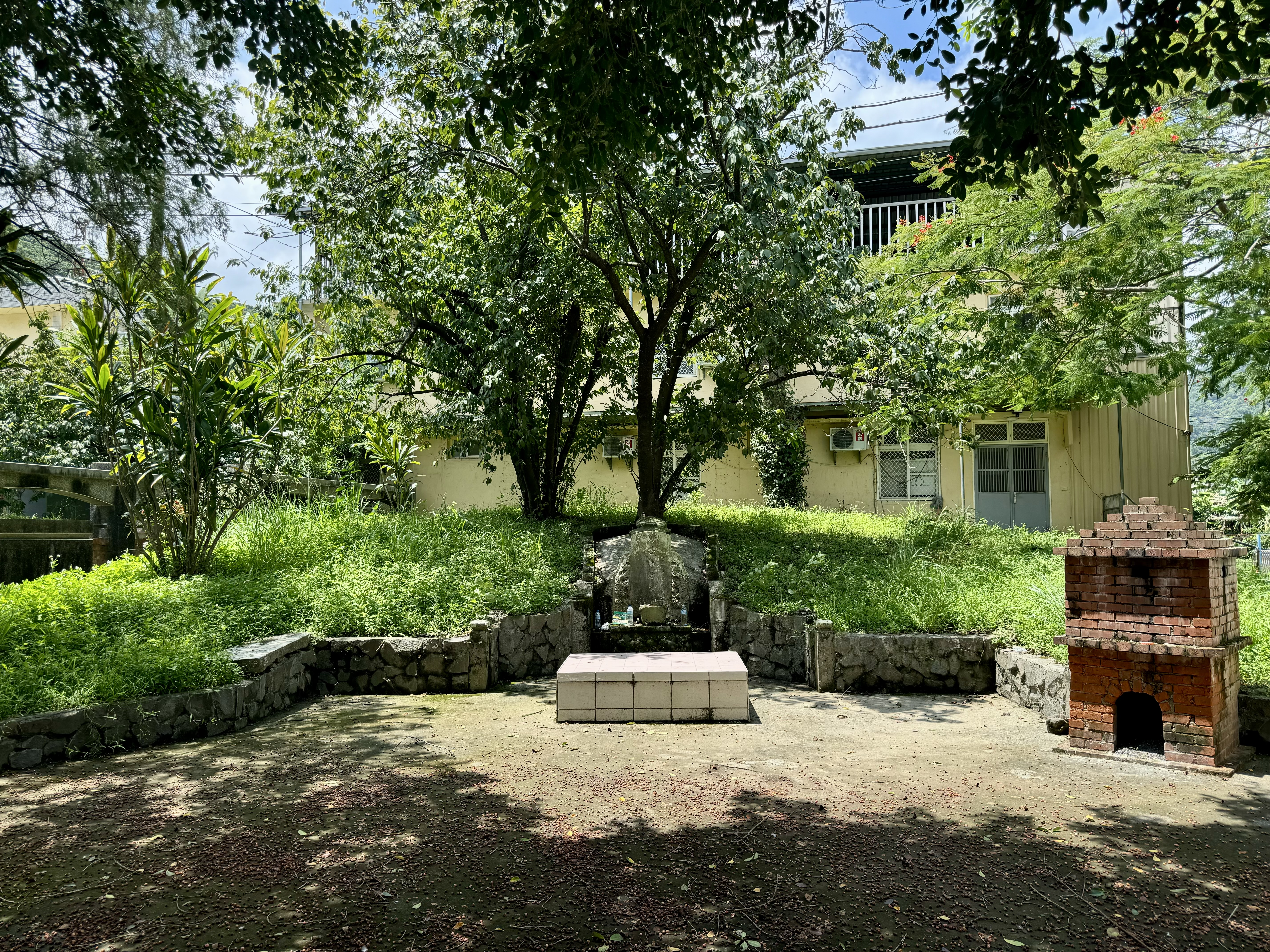
南庄國中萬善爺義塚近景

明治三十五年（1902年）7月4日，南庄支廳八卦力地方一名巡查與隘勇在巡邏途中和原住民族發生衝突；同時，南庄支廳轄下各部落情勢不穩的情報開始流傳。7月5日，新竹廳長發給警察本署署長的文件顯示6日將可能有數百名當地生蕃襲擊南庄；為防備事變並安定社會，新竹廳長要求派遣警部一名、巡查十名前往南庄支廳戒備，警察本署署長隨即答覆應派遣若干軍隊以安撫人心。7日，臺灣總督兒玉源太郎下令臺灣守備混成旅團第一旅團長派遣守備隊駐紮當地。不久，日阿拐聯合東河社及大隘社頭目及Matayanan社等賽夏族及泰雅族的族人（還有少數客家人）起事，並於7月6日包圍攻擊南庄支廳。
當起事遭鎮壓後，日阿拐前往鹿場藏匿；在有人通報警察即將追來後，日阿拐在風美一處順著河流上溯，並在一處搭起簡易住處，又在稍後派人到其老家所在地挖掘所藏金錢。

### 壓制

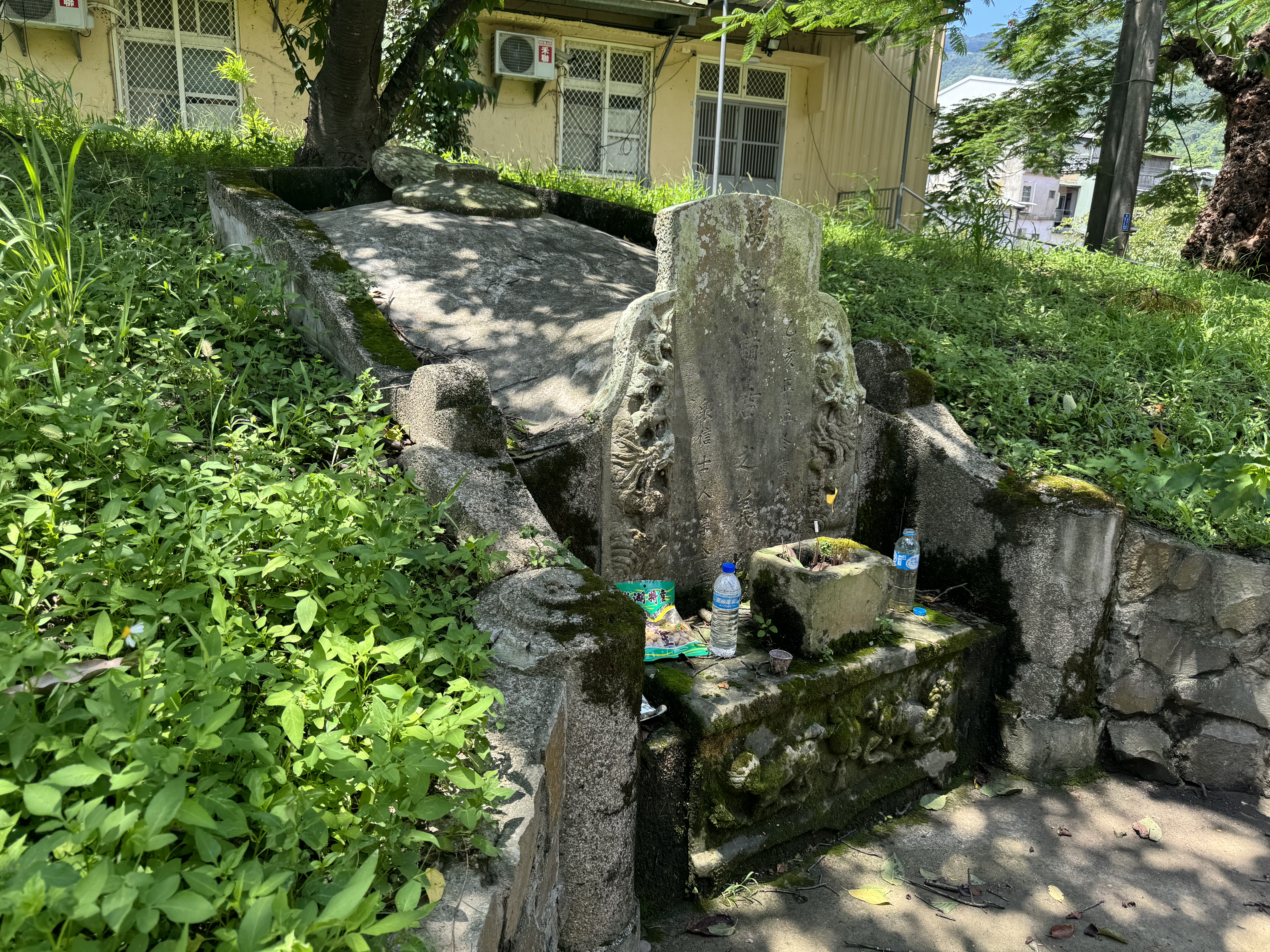
南庄國中萬善爺義塚墓身

12月，臺灣總督府勸誘起事原住民投降。12月17日，總督府在番婆石舉行「歸順式」，日阿拐與鹿場泰雅族頭目薛大老等率領眾人前往參加；隨後，軍警在歸順式上槍殺薛大老等39名參與者，但日阿拐即時逃離現場。後來，日阿拐的墾地遭官方沒收，起事原住民的土地被客家人占據，賽夏族祭儀活動遭官方嚴密監控，南庄街遭總督府禁止舉行祖靈祭，原為同一祖靈祭團的向天湖風姓與大窩坑風姓家族被強制分離，Amis社的根、樟、潘三姓家族被強制遷至蓬萊地區居住。